# Oxímoron

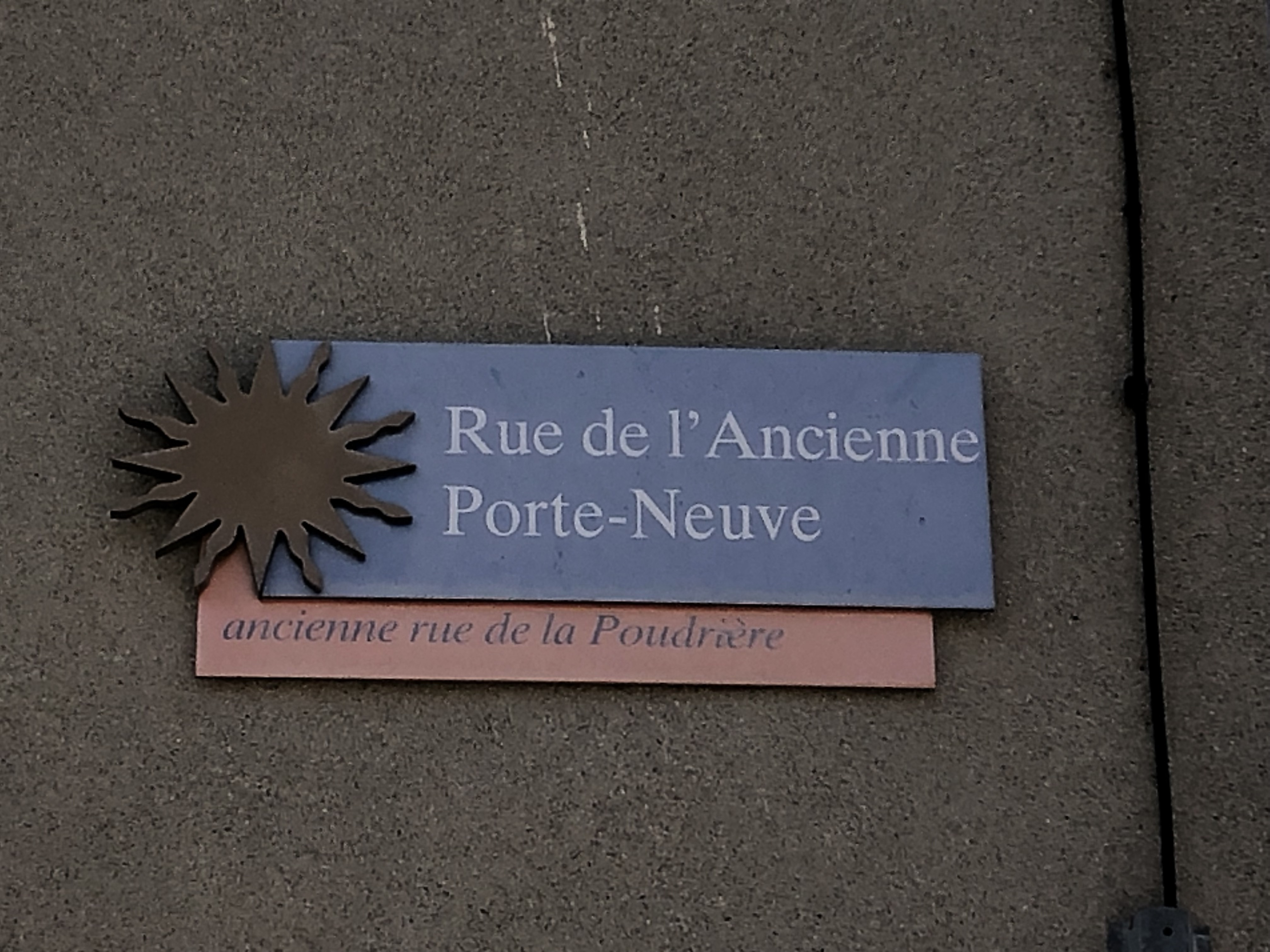
Un ejemplo de oxímoron: la calle de la Antigua Puerta-Nueva, en Narbona (Francia). Dos adjetivos opuestos («antigua» y «nueva») aparecen en la misma oración.

El oxímoron (del griego ὀξύμωρον, oxymoron, en latín Contradictio in terminis), dentro de las figuras literarias en retórica, es una figura lógica que consiste en usar dos conceptos de significado opuesto en una sola expresión, que genera un tercer concepto. Dado que el sentido literal de oxímoron es opuesto, ‘absurdo’ (por ejemplo, «un instante eterno»), se fuerza al lector o al interlocutor a comprender el sentido metafórico (en este caso: un instante que, por la intensidad de lo vivido durante su transcurso, hace perder la noción del tiempo).
El recurso a esta figura retórica es muy frecuente en poesía mística, amorosa y en análisis funcionales, por considerarse que la experiencia trasciende todas las antinomias mundanas. El filósofo griego Heráclito recurre a ella con frecuencia.

## Etimología y uso del término
El término oxímoron es una palabra compuesta, un helenismo (neologismos) introducido en el siglo XV que une los lexemas ὀξύς (oxýs: ‘agudo, punzante’) y μωρός (morós: ‘fofo, romo, tonto’). Por tanto, su propia etimología está basada en un oxímoron.
En cuanto al plural de la voz, de acuerdo con el Diccionario panhispánico de dudas,

Debe permanecer invariable en plural (los oxímoron), ya que no existen en español sustantivos sobresdrújulos ... También se documenta, y es válido, el plural oxímoros.

No corresponde a la tradición de la lengua española conservar el plural griego (*oxímora), común, sin embargo, en inglés y alemán (oxymora).

## Ejemplos
- «Festina lente», ‘apresúrate lentamente’ (César Augusto, 63 a. C.-14 d. C.)
- [El amor es] «vista ciega, luz oscura, / gloria triste, vida muerta» (Rodrigo Cota de Maguaque, f. 1498)
- [El amor es] «hielo abrasador, es fuego helado, / es herida que duele y no se siente...» (Francisco de Quevedo, 1580-1645).
- «Placeres espantosos y dulzuras horrendas» (Charles Baudelaire, 1821-1867).
- «Beatriz era alta, frágil, muy ligeramente inclinada; había en su andar (si el oxímoron es tolerable) una como graciosa torpeza, un principio de éxtasis» (Jorge Luis Borges, 1899-1986: El aleph).
- «En la figura que se llama oxímoron, se aplica a una palabra un epíteto que parece contradecirla; así los gnósticos hablaron de una luz oscura; los alquimistas, de un sol negro» (Jorge Luis Borges: El zahir).[4]

## Figura opuesta
Lo contrario del oxímoron es el pleonasmo («la vi con mis propios ojos»).